# Ivan Šantek
Ivan Šantek (Zagabria, 23 aprile 1932 – Zagabria, 14 aprile 2015) è stato un calciatore jugoslavo, di ruolo difensore.